# Refuge de Vallonbrun
Le refuge de Vallonbrun est situé à 2 272 m d'altitude, dans le massif de la Vanoise. Perché sur le balcon qui domine la vallée de la Haute-Maurienne (Savoie), ce refuge est situé aux portes du parc national de la Vanoise, sur le tracé du GR 5. Depuis le refuge, il est possible de réaliser l'ascension du Grand roc Noir (3 583 m) en 4 heures ou les arêtes du Châtelard (3 479 m) par le col de Vallonbrun également en 4 heures.